# Rue de la République (Marseille)

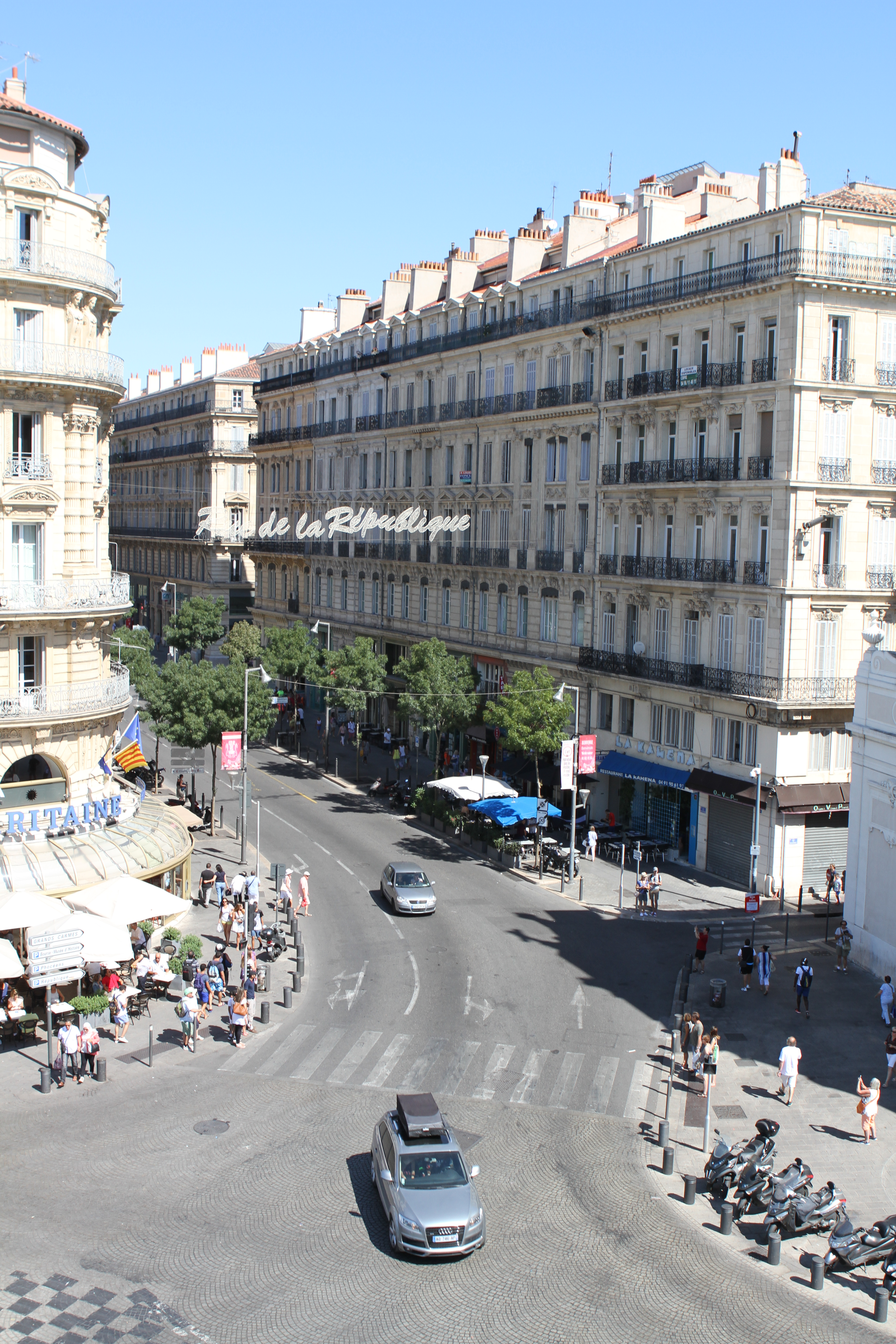
Die Rue de la République (2016)

Die Rue de la République in Marseille, ehemals Rue Impériale ist eine unter dem von Napoleon III. etablierten  Zweitem Kaiserreich  geschaffene Prachtstraße. Sie führt über stark hügeliges Gelände vom Alten zum Neuen Hafen der Stadt. Es handelt sich um einen Straßendurchbruch nach der Art der Pariser urbanistischen Operationen von Georges-Eugène Haussmann.
Der Straßenbau wurde vom Inhaber der Marseiller Hafengesellschaft Jules Mirès vorfinanziert. Der Straßendurchbruch im dicht besiedelten Altstadtbereich erforderte den Abriss von  935 Häusern. 1864 wurde die Rue Impériale eröffnet. Ihr Zweck, das ins 6. Arrondissement der Stadt abgewanderte Großbürgertum durch ein attraktives Wohnungsangebot wieder ins Zentrum der Stadt zurückzuholen, wurde aber nur partiell erreicht. Die hauptsächlich mittelständischen und kleinbürgerlichen Mieter wanderten zu Ende des 20. Jahrhunderts in verstärktem Maße ab. Stattdessen verstärkte sich der Anteil einkommensschwacher Einwanderer. Die Eigentümer, ab 1987 eine Tochtergesellschaft des Lebensmittelkonzerns Danone, später der amerikanische Pensionsfonds Lone Star (Investmentgesellschaft) verfolgen dagegen das Ziel, durch Luxussanierungen hochpreisige Mietobjekte im Rahmen des Stadterneuerungsprojektes Euromediterrannée zu schaffen und eine Gentrifizierung des Viertels zu erreichen, was aber bisher ebenfalls nur partiell gelungen ist.